# Орлови рано лете (филм)
Орлови рано лете је југословенски филм из 1966. године, који је екранизација истоименог романа Бранка Ћопића. Главне улоге су поверене Драгутину Добричанину Гути (ђед Вук), Миодрагу Петровићу Чкаљи (пољар Лијан), Љубиши Самарџићу (Николетина Бурсаћ) и Михајлу Бати Паскаљевићу (учитељ Паприка).

## Радња
Деца из села под Грмечом почињу да беже из школе због терора који заводи учитељ звани Паприка, јер му је нос стално био црвен од алкохола. Први који бежи је Јованче, који касније постаје харамбаша. За њим, у Прокин Гај, долазе Лазар Мачак, мајстор за поправљање свега и свачега, Ђоко Потрк, песник брзих ногу, и Дугоноги Стриц, највиши у дружини, дечак са сламнатим шеширом у кога се заљубила девојчица Луња, а коју он упорно игнорише. Пратећи Стрица, у дружину долази и Николица с Приколицом, прозван тако због свог нераздвојног пса Жуће. Николица оставља Жућу ноћу да чува логор, стару напуштену воденицу. И, на крају, Ђоко Потрк доводи Ника Ћулибрка, чији је отац радио у Америци и Вањку Широког, чија је мајка Рускиња. Затим, кнез Ваљушко, сеоски поглавар, организује потеру за дечацима, након што их је Лијан открио. Дечаци су похватани, а логор је затворен. Године 1941. рат затиче дечаке, и њихову игру претвара у стварност. Стриц спашава живот његовом брату Николетини Бурсаћу, а када усташе дођу у Прокин Гај, дечаци, Луња, ђед Вук и пољар Лијан беже у Мачкову пећину, коју је Лазар Мачак још давно открио, а која се налази испод воденице. Луња кроз други излаз, одлази до партизанског одреда и доводи их у пећину. Партизани, предвођени Николетином, излазе из воденице и нападају усташе. Након што су победили усташе, партизани одликују дечаке, који захтевају да пођу са њима. На крају, само Луња остаје у Гају и гледа како дечаци одлазе са партизанима, са све Лијаном.

## Разлике у односу на књигу
- У књизи, лик Јованчетовог ђеда Вука не постоји. Филмски ђед Вук је симбиоза Стричевог дједа Алексе и црквењака из романа Битка у Златној долини из трећег дела трилогије. Приликом јуриша родитеља на камп хајдука, у филмској верзији на врху колибе налазе се Јованче и ђед Вук, док књизи на врху дрвета налазе се Стриц и ђед Алекса, док је Јованче избегао заробљавање.[4]
- У књизи, љубимац Николице с приколицом је куја Жуја, док је у филму то пас Жућа.
- У књизи, Ник и Вањка су дошли у дружину пре Николице са приколицом.
- У књизи Луња није довела партизане до логора.

## Улоге
| Глумац                  | Улога                  |
| ----------------------- | ---------------------- |
| Миодраг Петровић Чкаља  | пољар Лијан            |
| Драгутин Добричанин     | дјед Вук               |
| Љубиша Самарџић         | Николетина Бурсаћ      |
| Павле Јовановић         | Харамбаша Јованче      |
| Павле Полачек           | Стриц                  |
| Љубче Поповић           | Лазар Мачак            |
| Мила Михајловић         | Луња                   |
| Мики Јовичић            | Николица са приколицом |
| Демир Кадри             | Ђоко Потрк             |
| Драгољуб Бенишек        | Вањка Широки           |
| Мирко Нановић           | Ник Ћулибрк            |
| Михајло Бата Паскаљевић | учитељ Паприка         |
| Иван Хајтл              | кнез Ваљушко           |
| Душан Булајић           | партизан               |
| Весна Крајина           | Нервозна мајка         |
| Света Милутиновић       |                        |